# Jones (Philippines)
Pour les articles homonymes, voir Jones.
Jones  (en ilocano Ili ti Jones ; en tagalog : Bayan ng Jones) est une municipalité de la province d’Isabela, sur l'île de Luçon, aux Philippines.
Lors du recensement de 2020, sa population s'élève à 45 628 habitants.

## Géographie
Jones est située sur la rive gauche du fleuve Cayagan.
D'une superficie totale de 670,14 kilomètres carrés, elle est divisée administrativement en 42 barangays : 
- Abulan
- Addalam
- Arubub
- Bannawag
- Bantay
- Barangay I (Poblacion - Centro)
- Barangay II (Poblacion - Centro)
- Barangcuag
- Dalibubon
- Daligan
- Diarao
- Dibuluan
- Dicamay I
- Dicamay II
- Dipangit
- Disimpit
- Divinan
- Dumawing
- Fugu
- Lacab
- Linamanan
- Linomot
- Malannit
- Minuri
- Namnama
- Napaliong
- Palagao
- Papan Este
- Papan Weste
- Payac
- Pungpongan
- San Antonio
- San Isidro
- San Jose
- San Roque
- San Sebastian
- San Vicente
- Santa Isabel
- Santo Domingo
- Tupax
- Usol
- Villa Bello

## Histoire
La municipalité a été créée en 1921, à partir de territoires détachés de la municipalité d'Echague, et nommée en l'honneur de William Atkinson Jones (en) (1849-1918), juriste américain, membre de la Chambre des représentants des États-Unis, auteur avec Romblon Banton de l'acte d'autonomie des Philippines en 1916 (en).